# Zasłonak dwubarwny
Zasłonak dwubarwny (Cortinarius subhygrophanicus M.M. Moser) – gatunek grzybów należący do rodziny zasłonakowatych (Cortinariaceae).

## Systematyka i nazewnictwo
Pozycja w klasyfikacji według Index Fungorum: Cortinarius, Cortinariaceae, Agaricales, Agaricomycetidae, Agaricomycetes, Agaricomycotina, Basidiomycota, Fungi.
Po raz pierwszy opisał go w 1967 r. Meinhard Michael Moser. Synonim: Phlegmacium subhygrophanicum M.M. Moser 1960 (bazonim). Polską nazwę podał Andrzej Nespiak w 1975 r.

## Morfologia
Kapelusz
Średnica do 8,5 cm, płaskowypukły z szerokim garbkiem, bardzo higrofaniczny, prążkowany. Środek czerwonopomarańczowy, brzeg brązowy.
Blaszki
Początkowo szarofioletowe, następnie gliniaste, bez jaskrawych kolorów lub lśniące, zazwyczaj dość ciasne, u młodych osobników przyrośnięte, następnie wolne.
Trzon
Wysokość do 7,5 cm, grubość do 1,5 cm, walcowaty do maczugowatego. Powierzchnia sucha, rzadko pokryty osłoną, kremowoochrowa, z wyjątkiem bulwy, która jest biała. Brak pierścienia lub osłony, ale u najmłodszych okazów pod mikroskopem widoczna biała osłona.
Miąższ
Zazwyczaj białawy, w kapeluszu kremowobiały, na szczycie trzonu kremowy, w bulwie biały. Po przekrojeniu wydziela lekko miodowy zapach.
Cechy mikroskopowe
Zarodniki 8–9,5 (10) × 5–5,5 (6) μm, eliptyczne, słabo zdobione, z wyjątkiem grzbietowego zarysu z brodawkami.

## Występowanie i siedlisko
W Polsce jedyne stanowisko podał A. Nespiak w 1960 r. na Pojezierzu Mazurskim.
Naziemny grzyb mykoryzowy występujący w lasach świerkowych.